# دونا ميشيل
دونا ميشيل (بالإنجليزية: Donna Michelle)‏ هي مصورة وعارضة وممثلة أمريكية، ولدت في 8 ديسمبر 1945 في لوس أنجلوس في الولايات المتحدة، وتوفيت في 11 أبريل 2004 في وكياه في الولايات المتحدة بسبب نوبة قلبية.

## وصلات خارجية
- دونا ميشيل على موقع IMDb (الإنجليزية)
- دونا ميشيل على موقع قاعدة بيانات الفيلم (الإنجليزية)